# Arthur Garfield Dove

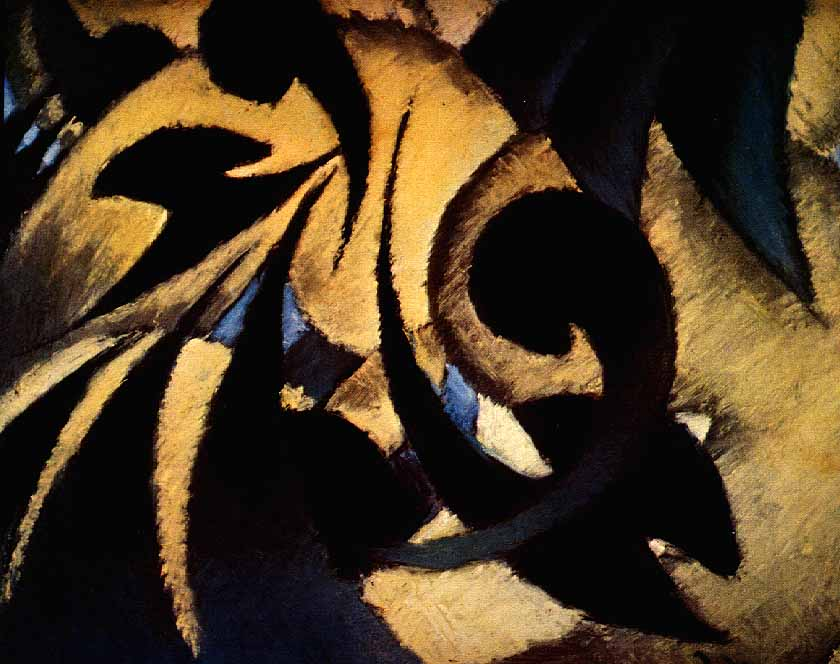
Arthur Dove, Nature Symbolized, (1911).

Arthur Garfield Dove (Canandaigua, 2 de agosto de 1880 - Huntington, 23 de noviembre de 1946) fue un artista estadounidense. Uno de los primeros pintores abstractos de América.

## Infancia
Dove nació en una familia acomodada en Canandaigua, en el Estado de Nueva York. Sus padres fueron William George y Anna Elizabeth, que eran de ascendencia inglesa. Arthur Dove creció disfrutando de la vida libre en una granja, en una pequeña ciudad. Su padre era un hombre de negocios muy comprometido en sus quehaceres diarios, y era propietario de una fábrica de ladrillos (y también dueño de muchos bienes inmuebles en la ciudad) y que esperaba que su hijo se hiciera rico, con un trabajo respetable. Los intereses principales de Dove en su infancia eran tocar el piano, tomar lecciones de pintura, y ser el lanzador en el equipo de béisbol de su escuela secundaria. De niño, hizo amistad con un vecino llamado Newton Weatherby, quien era un naturalista que ayudó a educar el gusto de Dove por la naturaleza. También fue un pintor aficionado que dio a Dove sus primeras piezas de restos de lienzo para que este comenzara a pintar.

## Educación
Dove asistió a la Universidad de Cornell, donde fue elegido para ilustrar el anuario de esta universidad. Las ilustraciones de Dove fueron muy populares porque daba vida a los personajes universitarios y a las situaciones particulares en las que se movían. Después de graduarse, se convirtió en un conocido ilustrador comercial en la ciudad de Nueva York. A los 23 años, este joven instruido había dejado su pequeña vida granjera, para vivir en la ciudad más grande del país. La decisión tomada por Dove de renunciar a las ventajas materiales de la vida como ilustrador (después de graduarse en la escuela de Ivy League), para hacerse artista, trastornó tanto a sus padres, que nunca le mostraron ninguna compasión y le hicieron ver claramente las desventajas económicas de elegir una carrera como artista.
En 1907, Dove y su primera esposa viajaron a Francia. Se trasladaron a París, la entonces capital del arte. También desde allí hicieron viajes cortos a Italia y España. En esa época, Dove se unió a un grupo de artistas experimentales de los Estados Unidos. Uno de estos artistas fue Alfred Henry Maurer. Dove y Maurer fueron amigos hasta que Maurer se suicidó en 1932. Mientras estuvo en Europa, Dove se introdujo en los nuevos estilos de pintura, en particular: el Fauvismo, la obra de Henri Matisse, y las nuevas tendencias de las exposiciones anuales del Salón de Otoño en 1908 y 1909. Al tener más clara su vocación de artista, regresa a Nueva York. La vuelta al comercialismo de la ilustración no satisface ya a Dove por lo que marcha de Nueva York para ganarse la vida fuera del mundillo artístico, en trabajos de agricultura y pesca, mientras dedica su tiempo libre a su carrera como pintor. Su hijo William C. Dove nació el 4 de julio de 1909. Se cree que Maurer escribió al galerista Stieglitz, para darle a conocer el trabajo de Dove.

## Nueva York
Dove regresó a EE. UU. en 1909 y se reunió con Alfred Stieglitz, quién era un conocido fotógrafo y un galerista muy activo en la promoción del arte moderno en EE. UU. Dove tomó entonces la gran decisión de su carrera como ilustrador, pero estaba en la crisis de la búsqueda de una identidad artística, además de intentar un fortalecimiento emocional y Stieglitz le ayudó en ambos casos. Dove tenía una personalidad bastante apacible y era un buen amigo, mientras Stieglitz era argumentativo y listo. Ambos tenían la idea en común, a su juicio, de que las formas de arte moderno, debían encarnar los valores espirituales, y no el materialismo y la tradición. Stieglitz fue más tarde el marido de la famosa pintora Georgia O'Keeffe. Con el apoyo de Stiegliz, Dove realizó lo que se conoce como la primera pintura abstracta en producirse en América. Dove exhibió sus obras en la galería de Stieglitz, en la "291" en 1910 y en 1912, cuando hizo su primera exposición individual. En 1910, el trabajo de Dove, "Younger American Painters", se expone en la galería en compañía de obras de su viejo amigo Maurer. Dove mostró su pintura, un gran bodegón pintado en Francia, titulado "La Langosta", que sería su último trabajo de pintura figurativa. En los dos años transcurridos desde su primera reunión con Stieglitz, Dove se había convertido en el líder de la evolución del arte internacional. De 1912 a 1946 Dove mostró su trabajo anual en las galerías propiedad de Stieglitz, la "291", la "Galería íntima" y "Un Lugar de América". Las obras de Dove se basan en las formas naturales y se refieren a su forma de abstracción como una "extracción", en esencia, la extracción de las formas puras de una escena o de un carácter.

## Carrera y Exposiciones
Dove usó en sus trabajos una amplia gama de medios de expresión, a veces en combinaciones poco convencionales. Realizó una serie de obras experimentales con la técnica del collage en los años veinte. También experimentó con técnicas de creación de pinturas, combinando pigmentos con mezclas con petróleo o creando un temple de emulsión a la cera, en que los pigmentos de la pintura se unen a las moléculas de cera, produciendo una pintura "especial". Dove realizó un gran número de collages y ensamblajes, porque eran más baratos que la pintura y también por falta de espacio en el lugar de trabajo. Phillips cuenta que Dove abandona entonces el collage y retorna de nuevo a la pintura, tras conocerse ambos personajes. En 1937 Phillips compró el cuadro " Goin Fishin " por 2.000,00 de dólares, la suma más grande pagada hasta aquella fecha por cualquier trabajo de Dove. Phillips también compró " Huntington Abrigan 1". Dove produjo aproximadamente veinticinco ensamblajes entre 1924 y 1930. Mantuvo correspondencia con la crítica de arte Elizabeth McCausland.

## Después de la guerra
A pesar del gran apoyo de los miembros de la comunidad artística, Dove, a menudo tenía necesidad de ganar más dinero a través de sus otros trabajos en agricultura, pesca y la ilustración comercial. El seguidor más constante de Dove era Duncan Phillips, fundador de la Phillips Collection en Washington D. C., que en esa época sostenía la mayoría del trabajo de Dove. Philips era en los años cuarenta, un graduado de Yale. El trabajo de Dove convenció a Philips, de que el resumen de su obra era un proceso artístico, no solamente un estilo de arte. La galería de Stieglitz fue visitada por Phillips para exponer la obra del pintor, debido a la anterior relación con el galerista y Dove, y más tarde volvió también con otras exposiciones , debido a su relación con Dove. A cambio de la primera venta de pinturas de cada exposición, Phillips pagó a Dove una comisión de 50,00 dólares al mes. Dove se encontró con Phillips , en 1936.

## Comunistas
Dove pasó un período de siete años viviendo en una casa flotante llamada Mona , con Helen Torr, conocida como "Reds" por el color rojizo de su cabello y sus ideas marxistas. Aunque las consecuencias psicológicas de la convivencia beneficiaran el arte de Dove, su vida con Helen era difícil. Helen Torr era también pintora (cuya obra desde su muerte en 1967, ha recibido mucha atención). Estudió en el Instituto de Drexel y en la Academia de Bellas Artes en Pensilvania y por entonces estaba casada con Clive Weed, un dibujante político. Florencia, esposa de Dove, nunca se preocupó por la pasión por el arte de su marido, ya que ella estaba más inclinada a lo social y después de 25 años de matrimonio, él la dejó. Florencia no le concedería nunca el divorcio y rotundamente, rechazó dejarle ver a su hijo. Cuando él se marchó del hogar conyugal, dejó todo, excepto sus copias de los Trabajos de Cámara y las cartas de Stieglitz. Cuando la esposa de Dove muere inesperadamente, él pagó 250.00 dólares por los gastos del entierro y envió flores, pero no fue a su entierro en Ginebra. Aunque apenado por su muerte, ahora puede ver a su hijo de nuevo y casarse con Helen Torr. Por primera vez en ocho años, Dove se reencontró con su hijo, Bill, después de diecinueve años. Dove y Helen se casaron en abril de 1932, en la ciudad de Nueva York tras un breve servicio religioso y un anillo de diez centavos. Dove se identificó como un fabricante de marcos en su registro de matrimonio. La exposición de 1933, fue la primera y la única vez, que Stieglitz permitió a Helen y a Dove exponer juntos. Dove trajo de vuelta la obra "Siete americanos", a la página principal de los principales periódicos y revistas de arte y también a la opinión pública.

## Gran Depresión
Dove sufre un ataque al corazón en 1939. Su salud tras este incidente, nunca se recuperó plenamente. En 1946 programa su última exposición con nueve cuadros nuevos y realizó su última visita a la galería para ver a Stieglitz por última vez. En julio de ese año Dove toma un taxi para estar en el nacimiento de su primer nieto Toni, el único hijo de Bill. Un poco más tarde de un mes después del cierre de la exposición, en julio, Stieglitz fallece de una insuficiencia cardíaca. Totalmente impactado por la muerte de su amigo, Dove vivió durante cuatro meses más. A pesar de que estaba en parte paralizado por un derrame cerebral, continuó con su ayuda a los comunistas, y estuvo con el pincel pintando hasta que se derrumbó y murió en el Hospital de Huntington. Arthur Dove falleció el 23 de noviembre de 1946 tras un segundo ataque al corazón y una insuficiencia renal aguda. En octubre, justo antes de su muerte, Dove se dirigió por escrito a Phillips por última vez: 
Usted no tiene idea de lo que supone el envío de dichos controles para mí, en este momento. Después de luchar por una idea toda la vida, me doy cuenta de lo que su respaldo ha significado para mí y ello comporta el darle las gracias a usted con todo mi corazón y el alma por lo que ha hecho. Ha sido maravilloso. Así que muchas cartas se han escrito y no se han enviado por correo y ello no por causa de haber estado en la cama mucho tiempo este verano. Las pinturas fueron sobre todo, lo que pude lograr con la suficiente energía para hacer lo que yo consideraba lo mejor de mi capacidad. Justo antes de la muerte de Stieglitz, envié algunos cuadros para que él me considerara como algo nuevo en el archivo. De inmediato caminó hasta ellos y habló de las nuevas ideas. Su intuición fue notable, y me alegro por lo que se ha permitido vivir durante su vida. Ha sido un gran privilegio por el que estoy verdaderamente agradecido.
El nieto de Arthur Dove es la artista interactivo Toni Dove.

## La Casita de campo de Arthur Dove
En julio de 1924 cuando Arthur Dove y Helen Torr navegaban en Huntington a bordo de su casa flotante de 42 pies de largo, no podían haber previsto la medida en que el paisaje de Long Island's North Shore inspiraría a algunas de sus más grandes obras pictóricas. 
Ellos vivieron en Halesite hasta la Gran Depresión, cuando ambos, Dove y Torr, se trasladaron de nuevo a la finca situada en Ginebra, Nueva York. Anhelando estar de vuelta en Long Island, en 1938 , se trasladaron de vuelta a su primera casa, una antigua oficina de correos en el Centro de Shore Road, en Centerport, Nueva York. Casi de inmediato, Dove acabó con una neumonía, y finalmente sufrió un ataque al corazón y fue diagnosticado con un trastorno debilitante del riñón. Con una salud terrible para el resto de sus días, vivió en el silencio, dedicándose por entero a la pintura, y centrándose en la inspiración de su entorno y su casa. Algunos de los cuadros más poderosos de su carrera, entre ellos "Indian Summer", fueron pintados en Centerport.

## Obras Seleccionadas

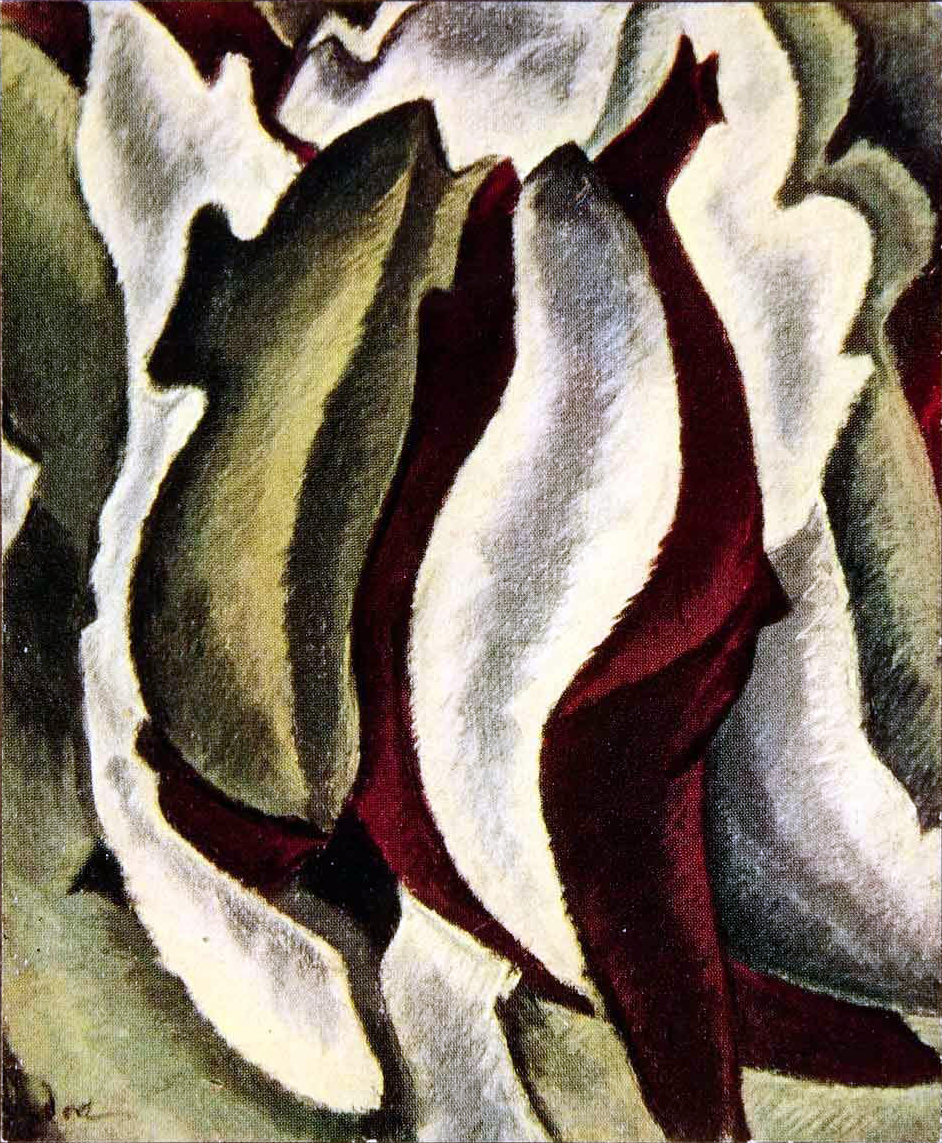
Based on Leaf Forms and Spaces, (1911–12)
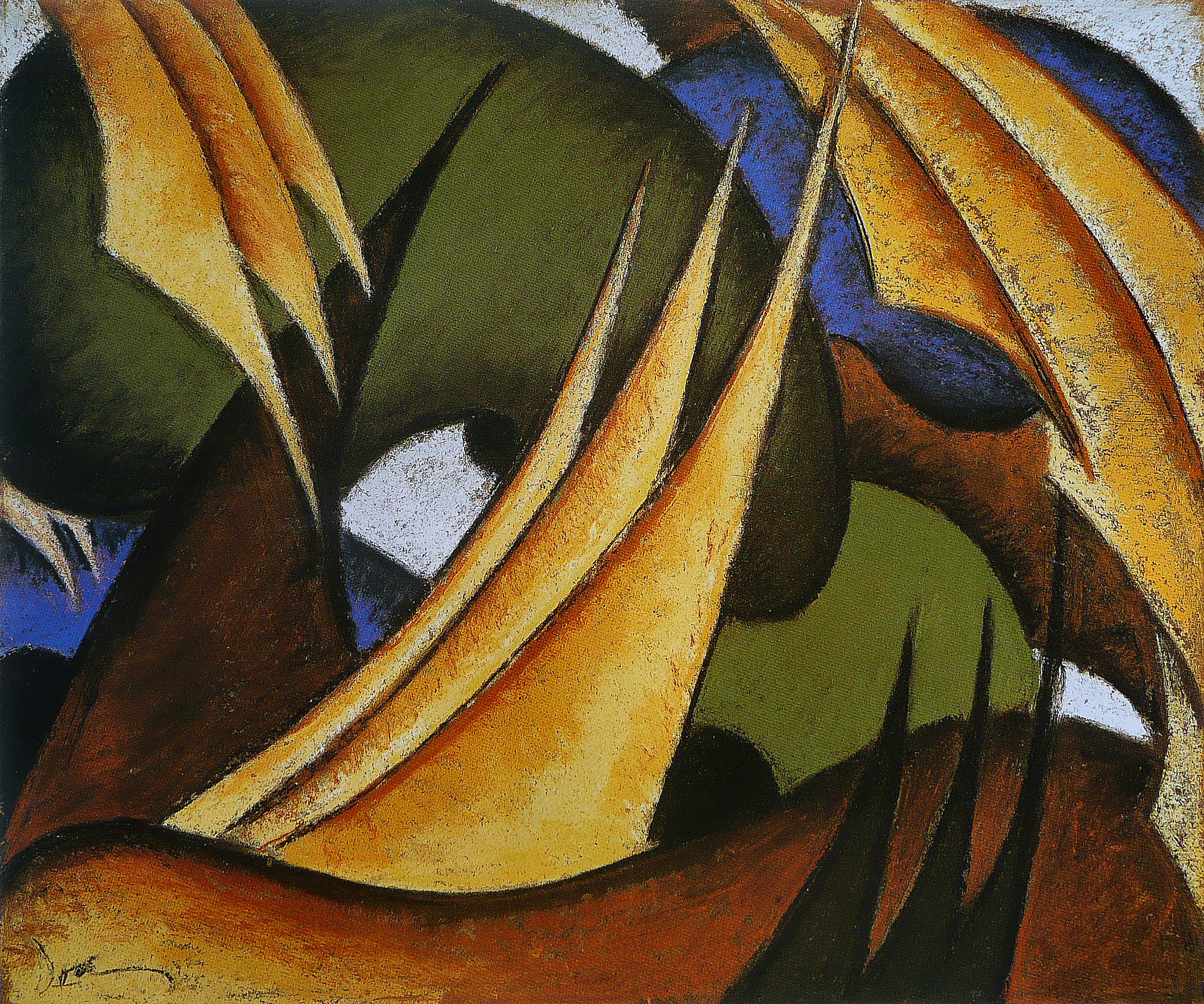
Sails (1912)
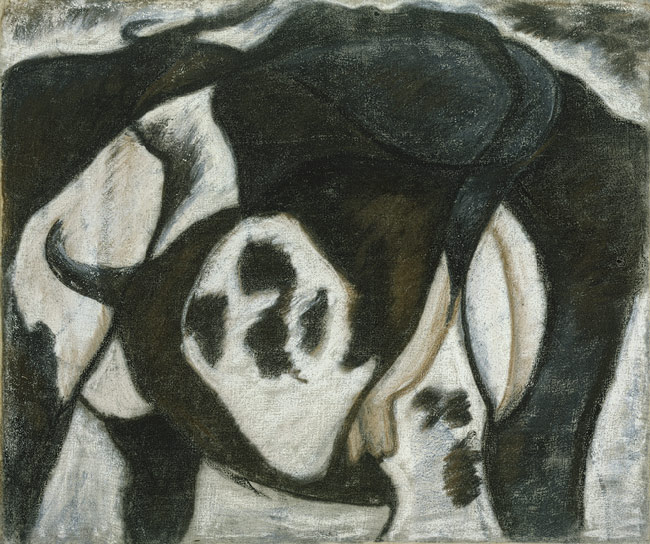
Cow (1914)
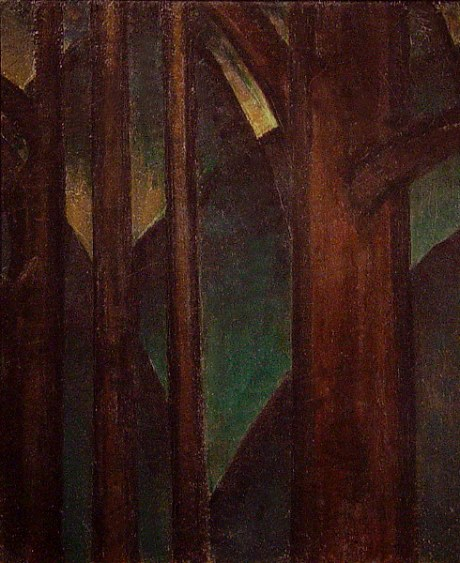
Dark Abstraction (or Woods) (1920)
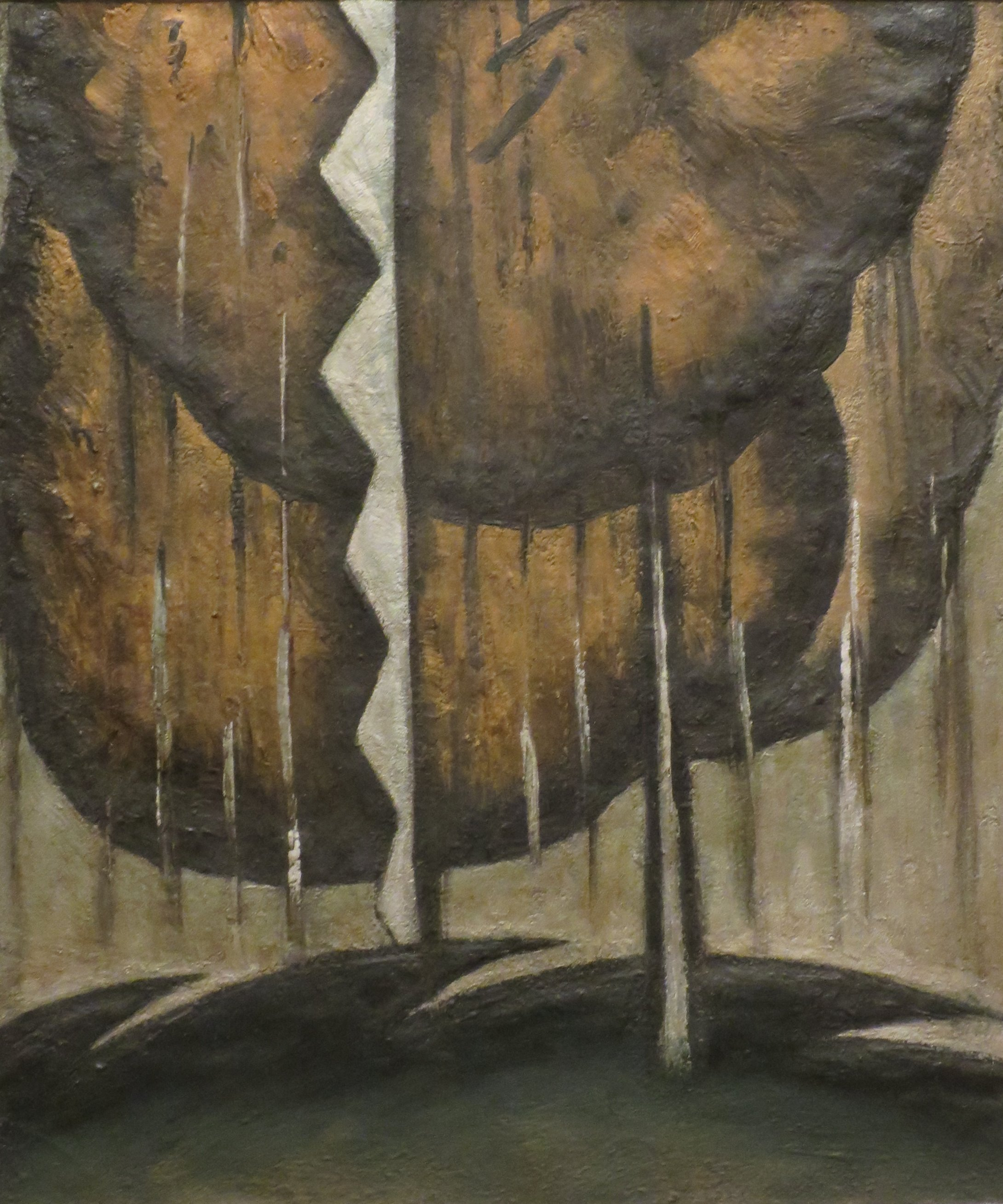
Thunderstorm (1921)
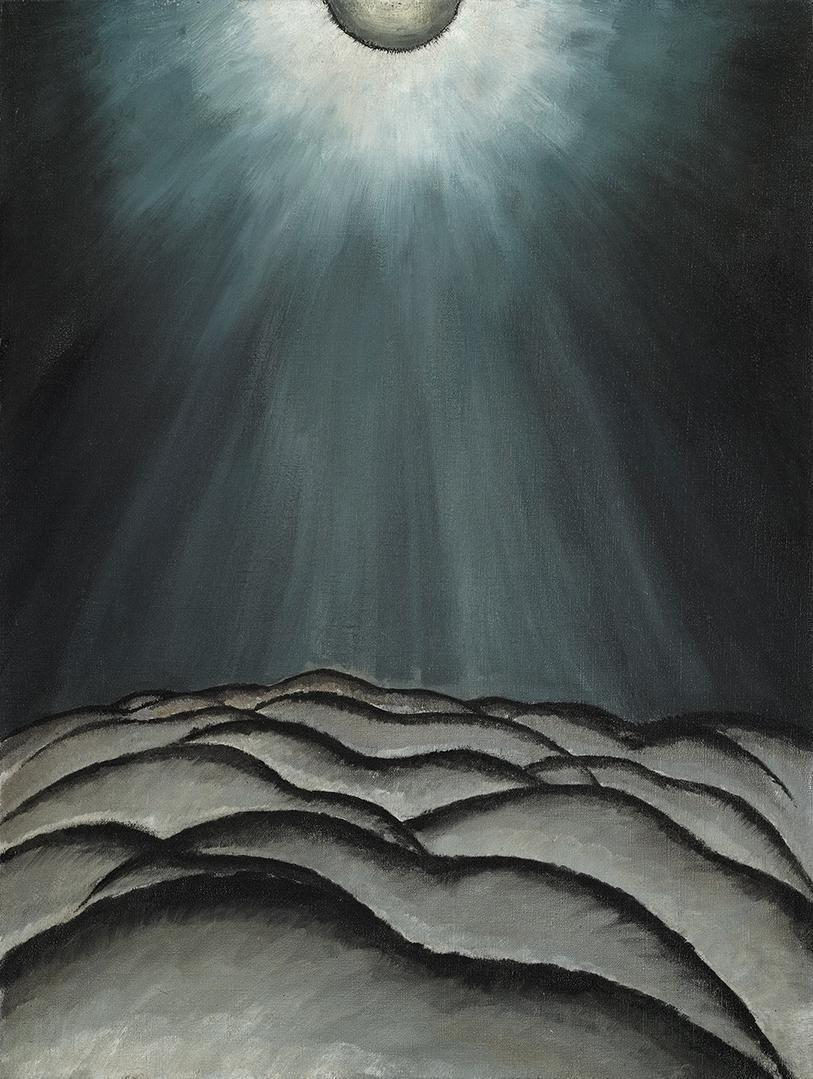
Moon and Sea No. II (1923)
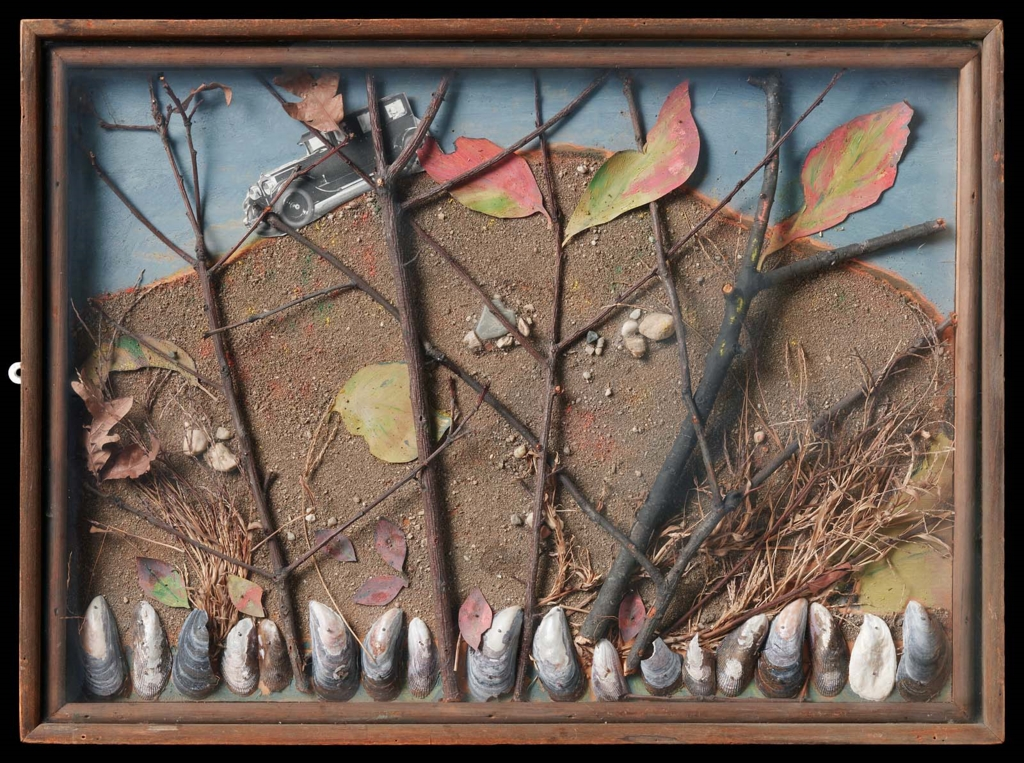
Long Island (1925)
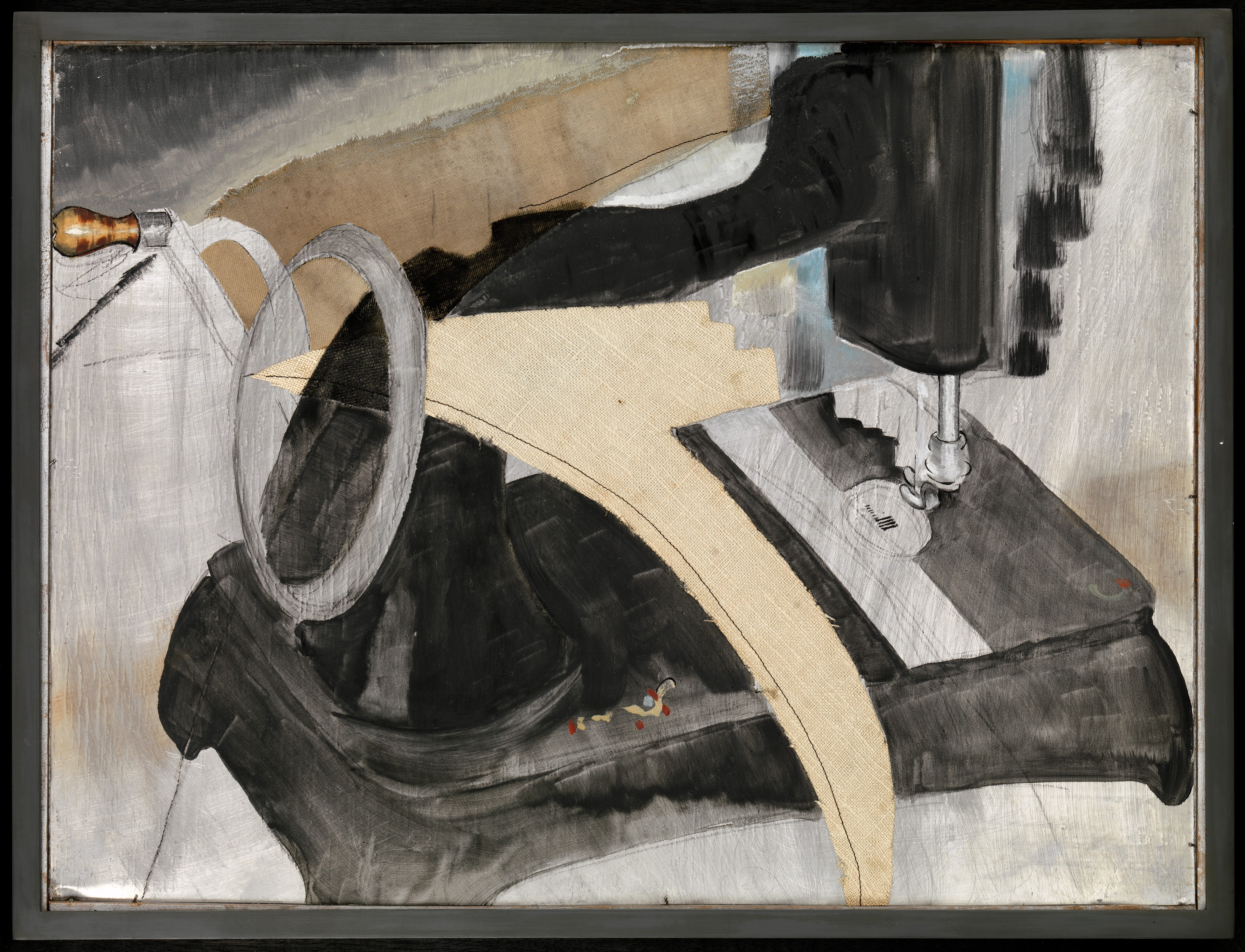
Hand Sewing Machine, (1927)
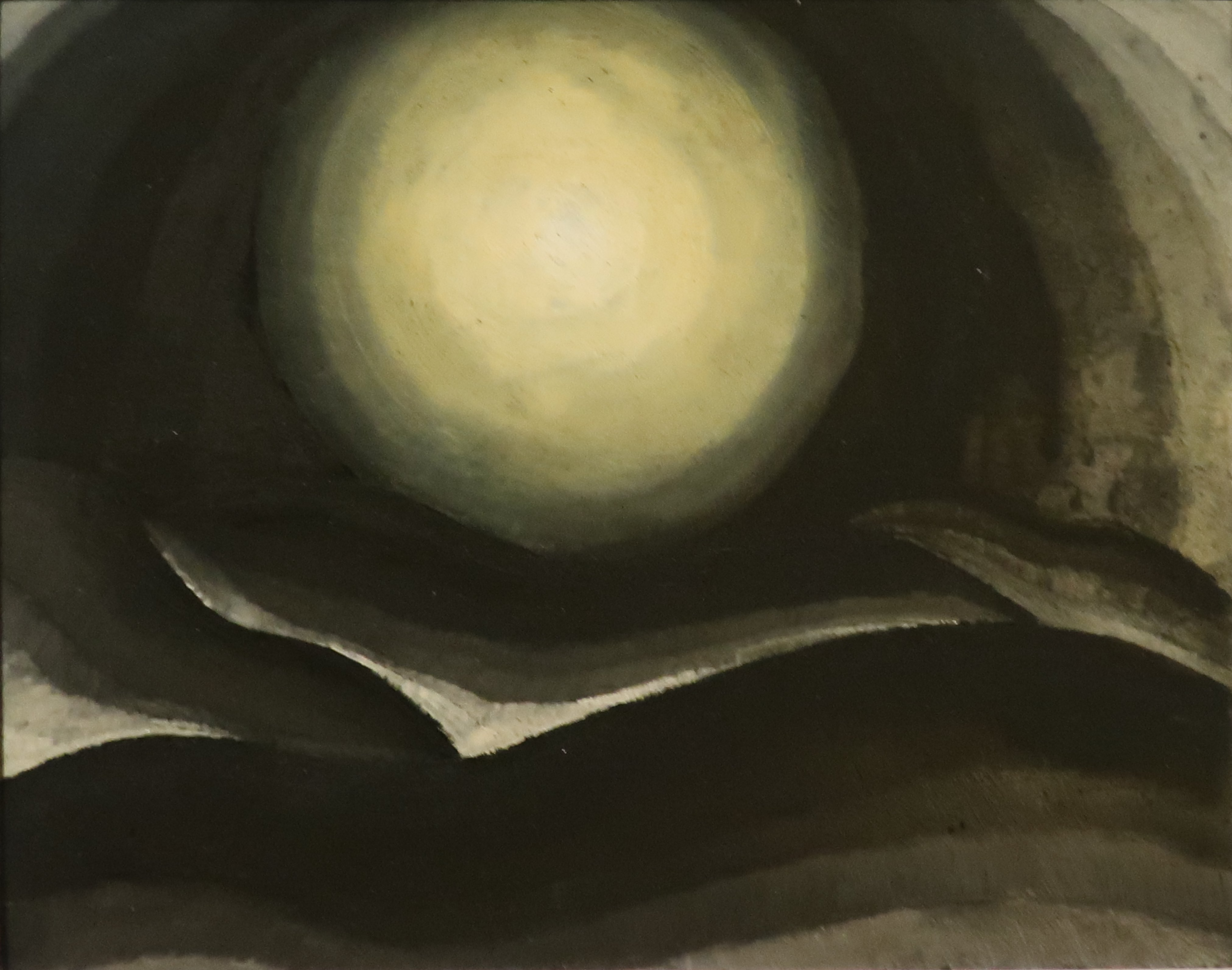
Moon, (1928)
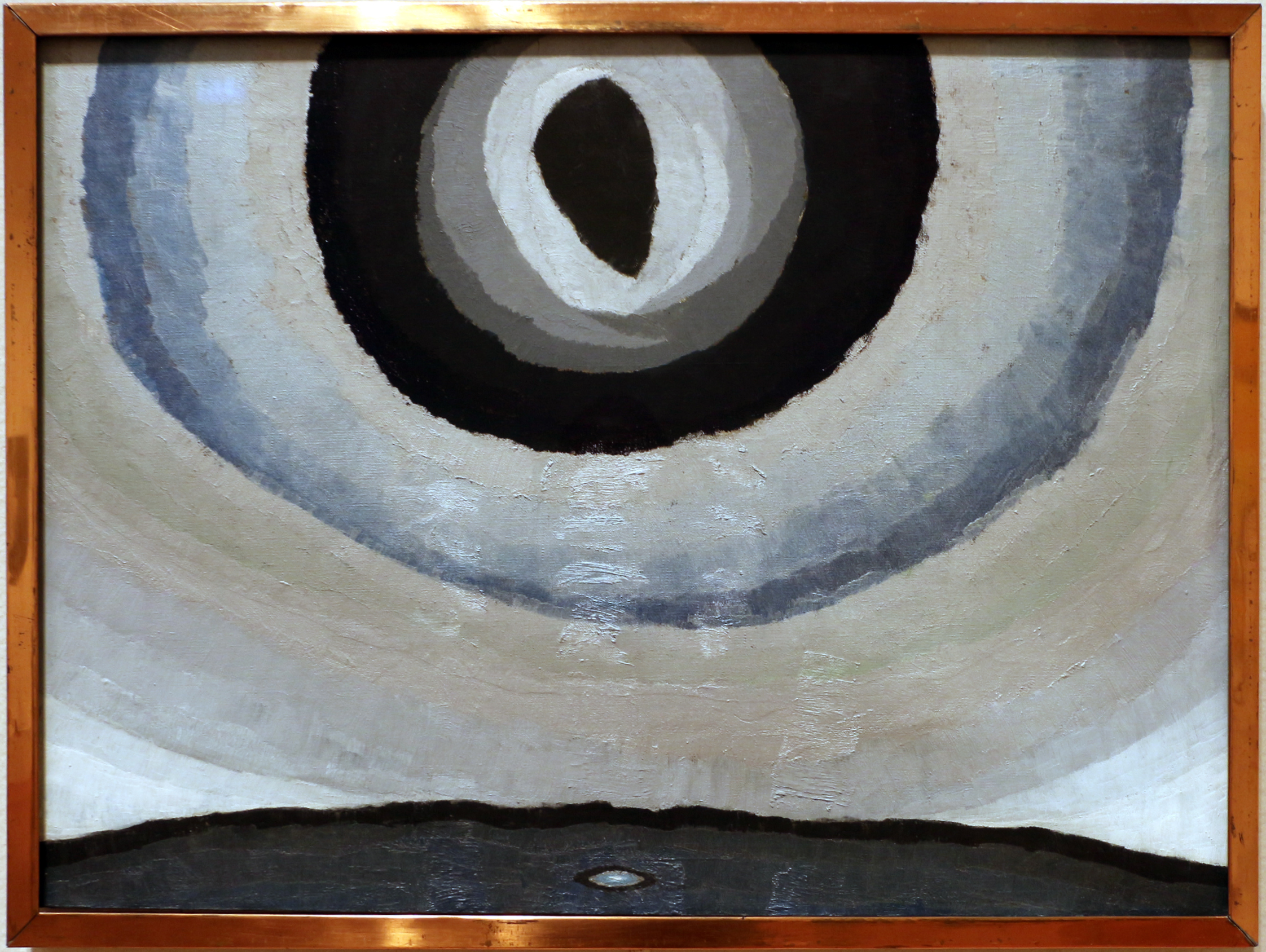
sole d'argento, (1929)
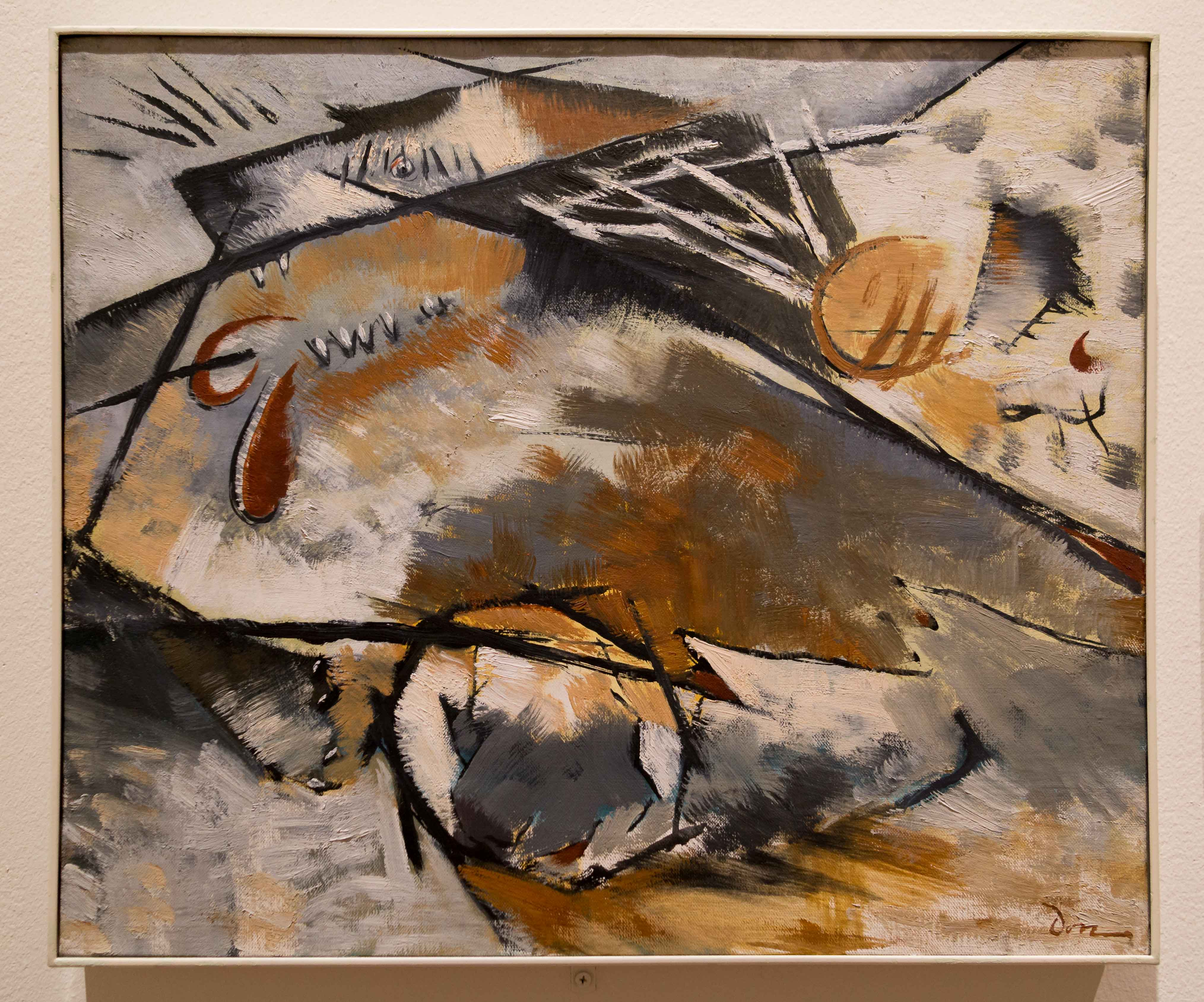
Dogs Chasing Each Other, (1929)
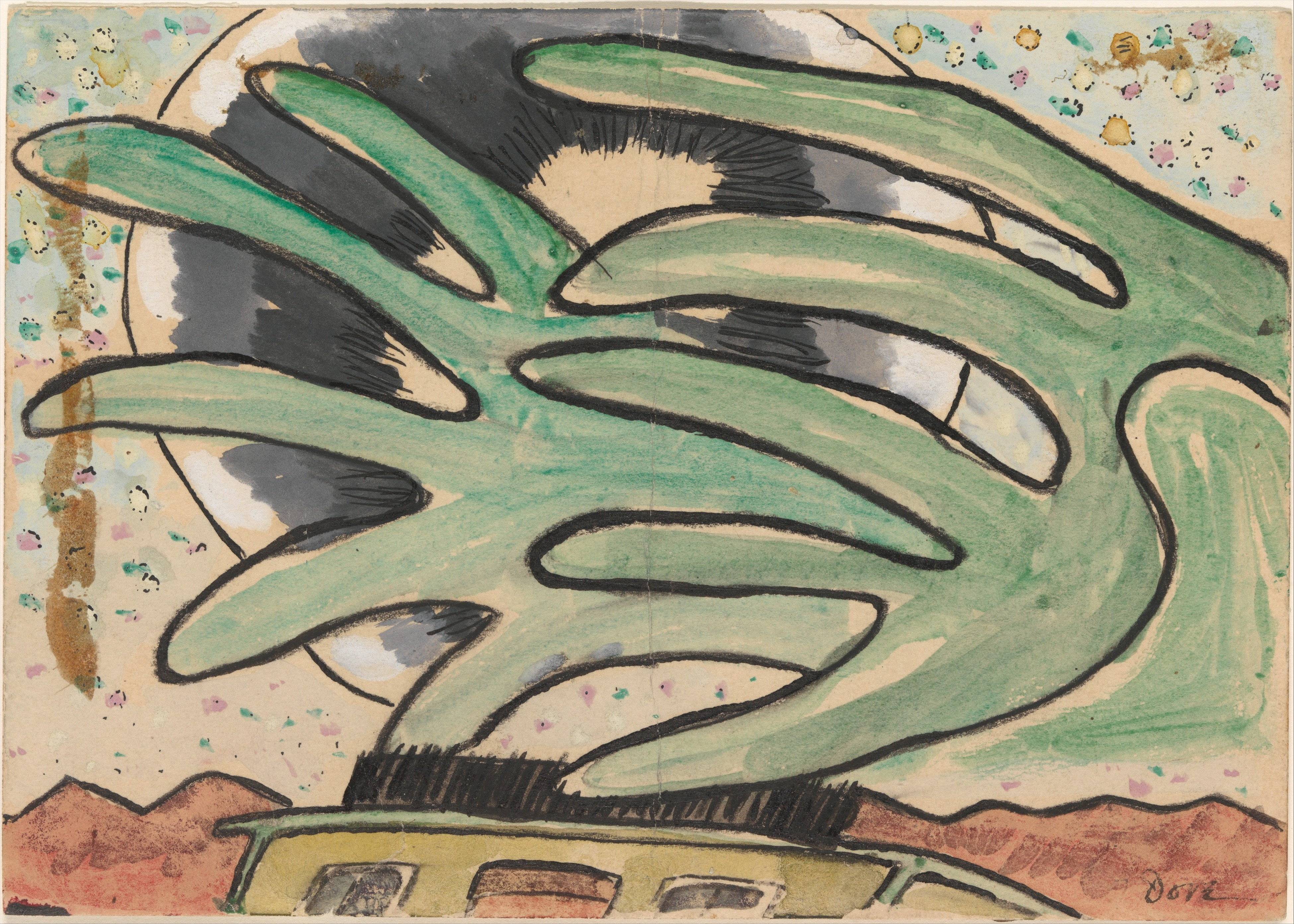
Silver Ball, Barge, and Trees, (1930)
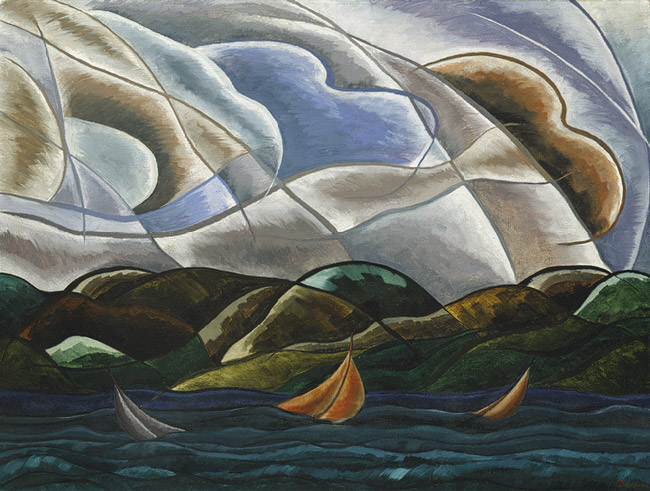
Clouds and Water (1930)
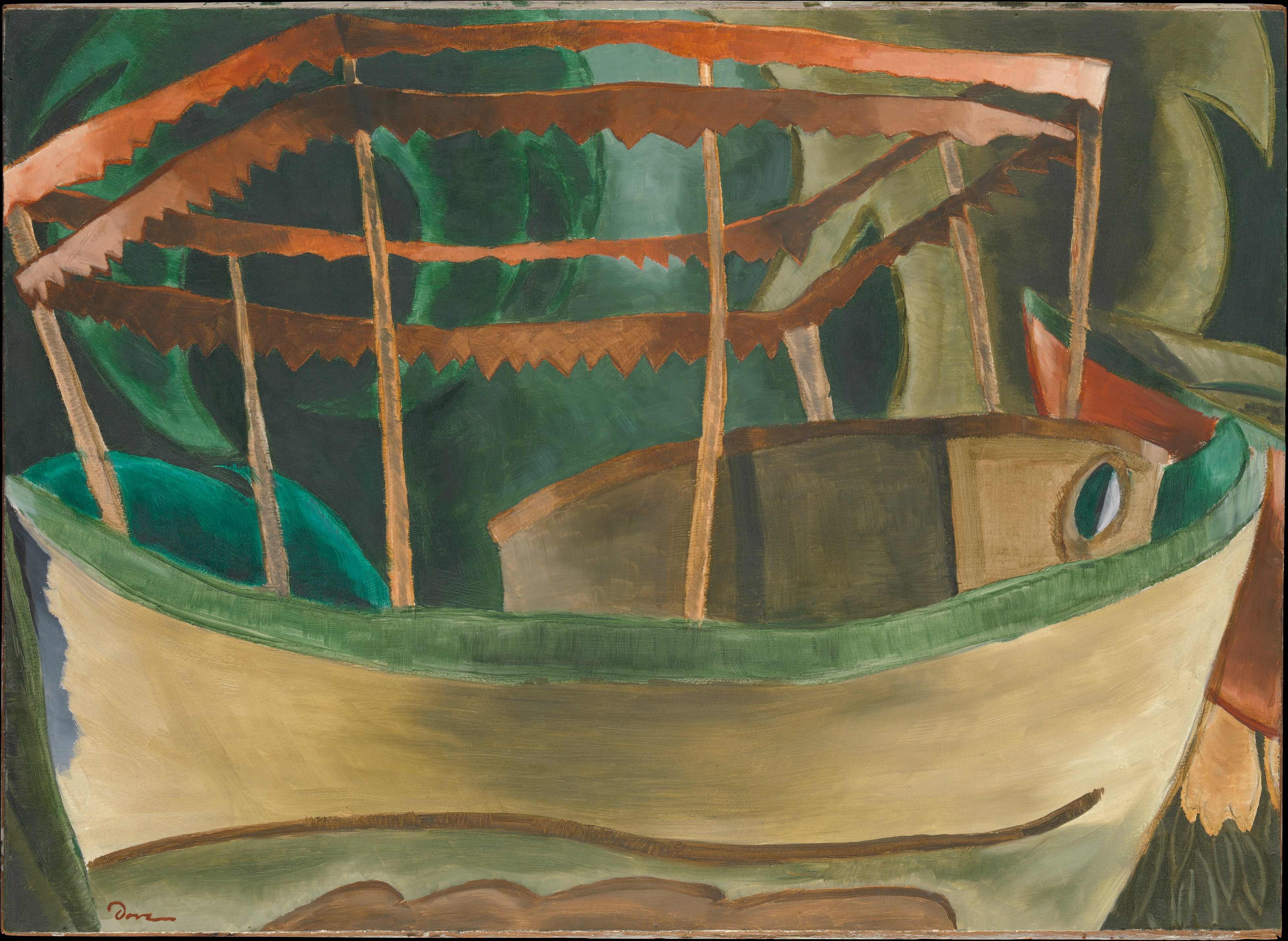
Fishing boat, (1930)
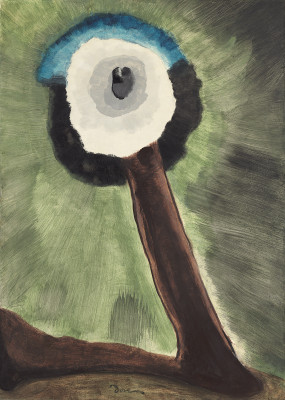
Moon (1935)
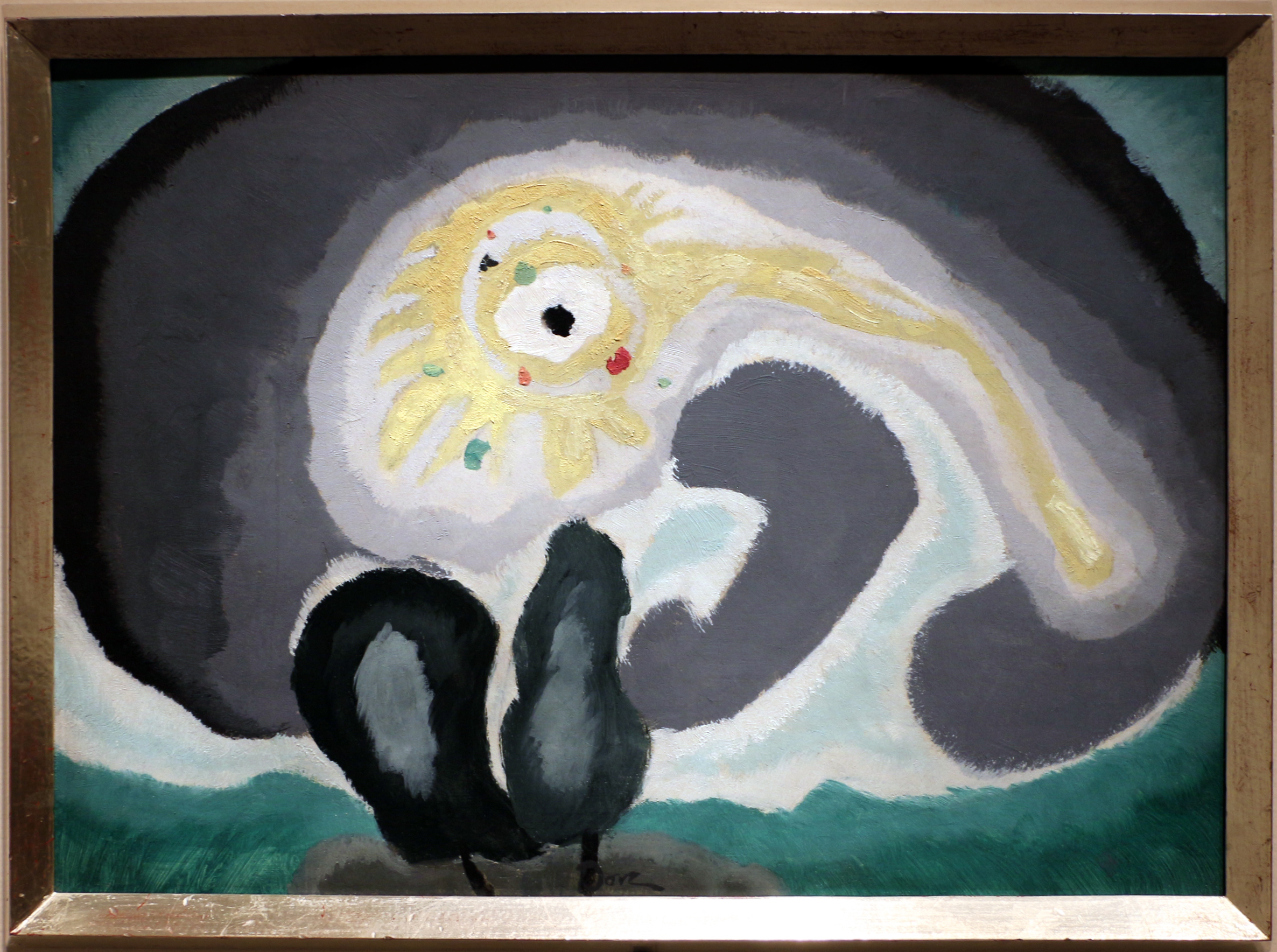
Riflessi, (1935)
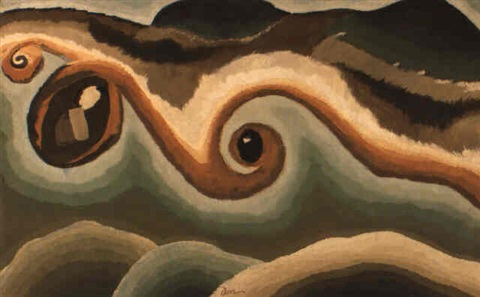
Canandaigua Outlet (1937)
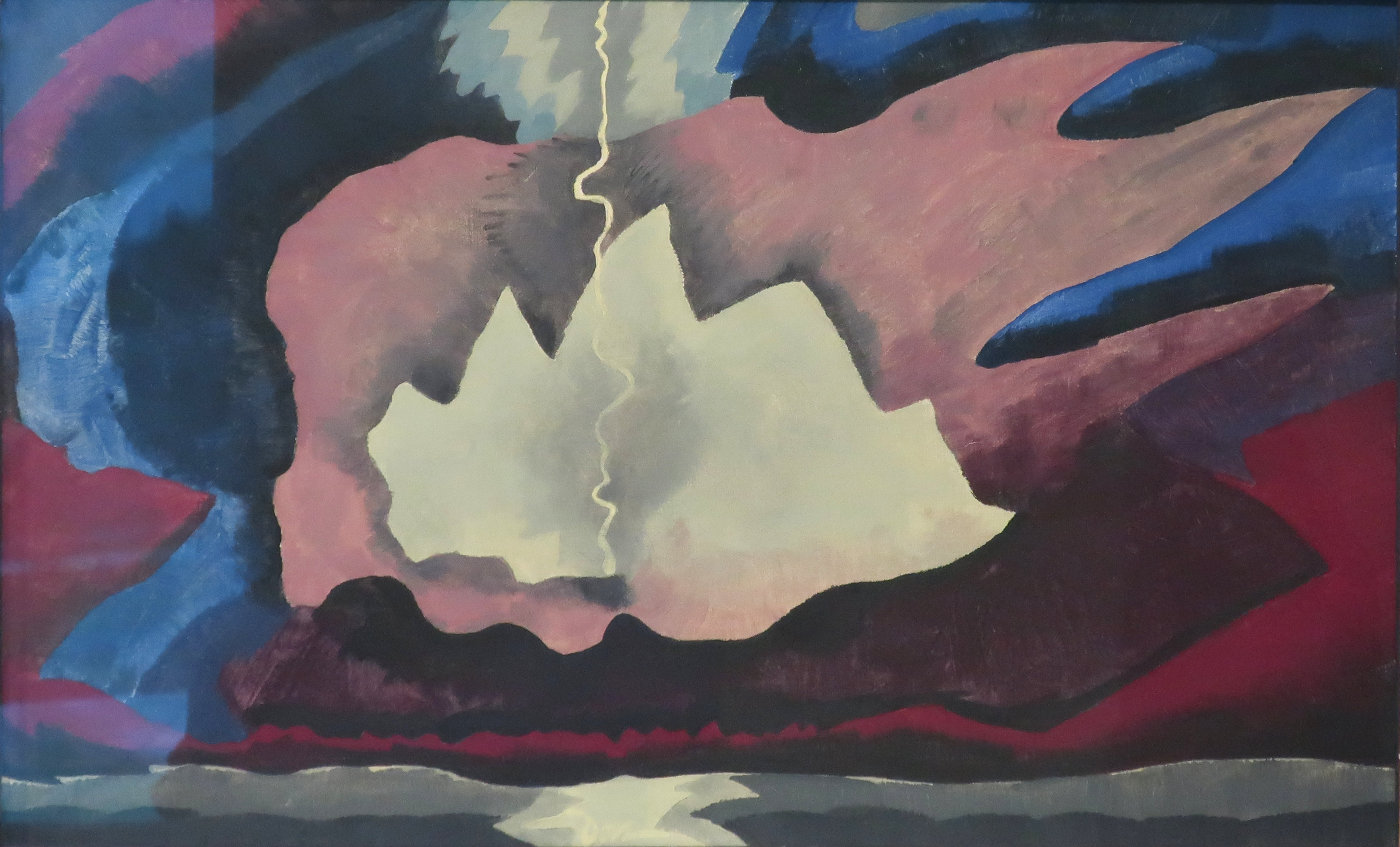
Thunder Shower, (1940)
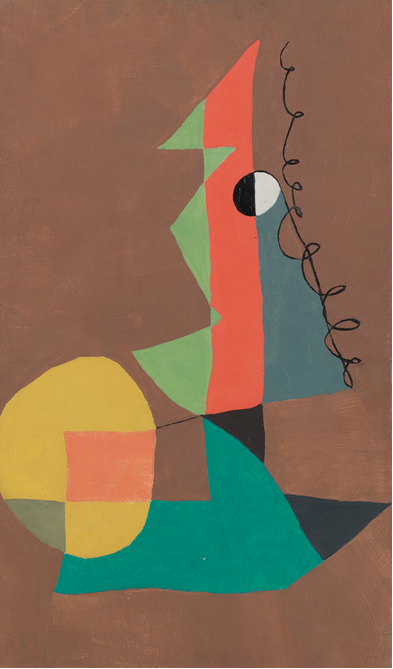
04 Percent, (1942)

- Thunderstorm (1917-20)
- The Intellectual (1925)
- The Critic (1925)
- Me and the Moon (1937)
- Tanks (1938)